# Italian Open 2025 (теніс)
Italian Open 2025 — тенісний турнір, що проходив на ґрунтових кортах у місті Рим (Італія) з 5 по 18 травня. Належав до категорій ATP Masters 1000 та WTA 1000, був турніром серії Мастерс Рим 2025 року.

## Фінальна частина

### Чоловіки, одиночний розряд
Карлос Алькарас —  Яннік Сіннер 7–6(7–5), 6–1

### Жінки, одиночний розряд
Жасмін Паоліні —  Коко Гофф 6–4, 6–2

### Чоловіки, парний розряд
Марсело Аревало /  Мате Павич —  Садіо Думбія /  Фаб'єн Ребуль 6–4, 6–7(6–8), [13–11]

### Жінки, парний розряд
Сара Еррані /  Жасмін Паоліні —   Вероніка Кудерметова /  Елісе Мертенс 6–4, 7–5